# Годинник-оркестр Штрассера
Годинник-оркестр Штрассера — історична пам'ятка меблярства та механіки кінця 18 ст., котру зберігає музей мистецтв Ермітаж.

## Колекція меблів, приладів і годинників
Задовго до виникнення музею в палацових спорудах російських імператорів і вельмож почали накопичуватись російські та західноєвропейські меблі, дивовижні речі із золота та срібла, годинники тощо. Початок 18 століття відкрив нову сторінку тісних стосунків Росії з країнами Західної Європи.  І в Московію, а згодом в Російську імперію почали широко завозити наукові прилади, верстати різного призначення, різноманітні західноєвропейські меблі, годинники.  Так, по смерті Якова Брюса, найосвіченішої особи в оточенні царя Петра I, із його садиби Глинки були вивезені в Петербург усі коштовні наукові прилади, аби не пропали в провінції і знову слугували столичним науковцям.
Націоналізовані імператорські і вельможні палаци, палаци російських багатіїв короткої доби капіталізму і дадуть головну частину західноєвропейських меблів, старовинних наукових приладів, дивовижних речей із золота та срібла, годинників, що передали в музей Ермітаж після 1917 року.
Тільки відділ західноєвроейських меблів Державного Ермітажу нараховує більше 3000 зразків. Меблі російських майстрів і іноземців, що працювали в Петербурзі, виокремлелені в свою колекцію, їх кількість сягнула більше 1000 речей . Серед них зберігають і Великий годинник Штрассера в корпусі із дерева у вигляді невеликої архітектурної споруди. Адже такий годинник посідає видатне місце і як зразок тогочасних меблів, і як механічний прилад.

## Великий годинник Штрассера, опис і історія

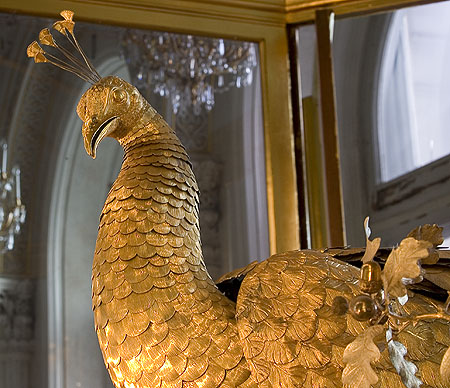
Годинник Павич, фрагмент з механічним павичем.

Годинник був створений в 1793—1801 роках. Йоган Штрассер, майстер-годинникар створив і налагодив саме механізм приладу, а його дерев'яний корпус був створений відомим меблярем Генріхом Гамбсом. Прилад, призначений бути окрасою палацового інтер'єра в Інженерному замку, був також збагачений невеличким органом, над яким працював органний майстер Йоган Габран. Корпус годинника мав вигляд архітектурної споруди, прикрашеної портиком із подвоєних колон.
Аби дивувати володарів і гостей, годинник первісно мав тринадцять валиків із кілками, що виводили 13 різних мелодій, серед яких були і увертюра з опери Моцарта — «Чарівна флейта», фрагмент твору Йозефа Гайдна та тогочасного піаніста Антона Еберла. Твір Антону Еберлу для механічного годинника замовив сам Йоган Штрассер.
Петербурзький годинникар Штрассер створив декілька годинників для Іженерного замку, і за попередніми планами черговий прилад мав потрапити туди ж, в резиденцію імператора Павла. Але плани змінились, Павло був убитий, а в столиці трон посів імператор Олександр І. Він і придбав годинник-оркестр Штрассера, але для власних збірок в Ермітажі.
Це не єдиний унікальний годинник в збірках Ермітажу. Відділ Історії російської культури, заснований в 1941 році, демонструє Яйцеподібний годинник Кулібіна, створений російським механіком в 1765—1769 роках . А в Павільйонному залі музею дивує відвідувачів годинник Павич англійського механіка Джеймса Кокса, один з перших видатних експонатів тоді ще імператорського Ермітажу. Після реставрації годинник Павич англійського механіка Джеймса Кокса став одним із символів відомого музей.
|                                                                                 |                                         |                                                        |    |
| «Інженерний замок в 1801 році» Гравер А. Даугель, 1883 р. з акварелі 1800 року. | «Годинник Павич» Годинникар Джеймс Кокс | «Годинник з копіями скульптур Мікеланджело Буонарроті» | «» |